# Wavrans-sur-Ternoise
Wavrans-sur-Ternoise este o comună în departamentul Pas-de-Calais, Franța. În 2009 avea o populație de 221 de locuitori.